# Romano Mattinzoli
Romano Mattinzoli (all'anagrafe "Colomano Francesco Mattinzoli" (Monzambano, 23 marzo 1901 – Mantova, 18 settembre 1958) è stato un calciatore italiano, di ruolo portiere.

## Carriera
Debutta in massima serie con il Mantova nel 1922-1923, disputando nel corso di tre anni in Prima Divisione 49 gare.
Lascia il Mantova nel 1928 ed in seguito milita nel Rovereto.

## Palmarès

### Club

#### Competizioni nazionali
- Seconda Divisione: 1

Mantova: 1923-1924